# 15599 Річардларсон
15599 Річардларсон (15599 Richardlarson) — астероїд головного поясу, відкритий 7 квітня 2000 року.
Тіссеранів параметр щодо Юпітера — 3,506.